# Tokovnica
Tokovnica v hidrodinamiki pomeni črto, ki v vseh točkah prostora oz. hitrostnega polja spaja smeri hitrosti in s tem opisuje smer gibanja določene tekočine, tangenta nanjo pa pomeni smer hitrosti v določenem času. Skozi eno točko lahko navidezno potegnemo samo eno tokovnico. Tokovnice se med seboj ne morejo sekati, pravokotno na smer tokovnic ni toka.